# 待遇
| ウィキペディアには「待遇」という見出しの百科事典記事はありません（タイトルに「待遇」を含むページの一覧/「待遇」で始まるページの一覧）。 代わりにウィクショナリーのページ「待遇」が役に立つかもしれません。 |